# Amphibulus aurarius
Amphibulus aurarius är en stekelart som beskrevs av Luhman 1991. Amphibulus aurarius ingår i släktet Amphibulus och familjen brokparasitsteklar. Inga underarter finns listade i Catalogue of Life.